# Lucia Laura Sangenito
Lucia Laura Sangenito (* 22. November 1910 in Sturno) ist eine italienische Supercentenarian und Altersrekordlerin. Seit dem Tod von Claudia Baccarini am 24. Dezember 2024 gilt sie als älteste lebende Person in Italien.

## Leben
Lucia Laura Sangenito wurde am 22. November 1910 in Sturno, einer kleinen Gemeinde in der süditalienischen Region Kampanien, geboren. Am 2. Februar 1939 heiratete Sangenito und bekam vier Kinder. Zwei davon starben direkt nach der Geburt. Die zwei anderen Kinder Michele und Maria leben bis heute. Sangenito arbeitete wie ihr Mann auch auf dem Land und war zudem für ihr Dorf als Hebamme tätig. Ihre Mutter starb im hohen Alter von 101 Jahren. 2010 verstarb Sangenitos Ehemann im Alter von 98 Jahren. Im Mai 2018 brach sich Sangenito im Alter von 107 Jahren den Oberschenkelknochen und wurde operiert.
Im Alter von 108 Jahren wurde Sangenito zur ältesten Person in Kampanien. Am 22. November 2020 wurde sie mit ihrem 110. Geburtstag zur Supercentenarian. Ihr Alter wurde in den folgenden Jahren sowohl von der Gerontology Research Group als auch von der European Supercentenarian Organisation verifiziert. Heiligabend 2024 starb Claudia Baccarini, woraufhin Sangenito zur ältesten lebenden Person in Italien wurde.
Aktuell ist Lucia Laura Sangenito 114 Jahre und 160 Tage alt und lebt weiterhin in ihrer Geburtsstadt Sturno. Sie ist die älteste lebende Person in Italien, die drittälteste lebende Person in Europa und die fünftälteste lebende Person weltweit.
Es ist bekannt, dass Sangenito leichte Mahlzeiten bevorzugt und Gemüse gerne isst, während sie Süßigkeiten nicht mag.